# Contamana
Contamana ist die Hauptstadt der Provinz Ucayali in der Region Loreto im nördlichen Osten von Peru. Die Stadt ist auch Verwaltungssitz des gleichnamigen Distrikts. Die Stadt hatte beim Zensus 2017 17.429 Einwohner, 10 Jahre zuvor lag die Einwohnerzahl bei 22.055.
Die Stadt Contamana liegt auf einer Höhe von 134 m im peruanischen Amazonastiefland am rechten Flussufer des Río Ucayali. Pucallpa, die Hauptstadt der Region Ucayali, liegt 125 km südsüdöstlich von Contamana. 